# Myrmarachne striatipes
Myrmarachne striatipes este o specie de păianjeni din genul Myrmarachne, familia Salticidae. A fost descrisă pentru prima dată de Koch L., 1879. Conform Catalogue of Life specia Myrmarachne striatipes nu are subspecii cunoscute.